# Битхер, Герберт
Герберт Битхер (нем. Herbert Bittcher) — (6 февраля 1908 года, Берлин, Германия — 12 января 1944 года, Берлин, Германия) — коммунист, антифашист, член движения Сопротивления во время Второй мировой войны, член организации «Красная капелла».

## Биография
Герберт Битхер родился 6 февраля 1908 года в Берлин-Тегель, в Германской империи. Окончив школу и профессиональное училище, работал клерком. Вступил в Социал-демократическую партию Германии (SDP) и принимал активное участие в годы Веймарской республики в борьбе с национал-социализмом. В 1933 году он покинул социал-демократов и вступил в Коммунистическую партию Германии (KDP).
Работал мастером на заводе Phoenix Gummiwerken в Гамбурге. Здесь познакомился с членами группы Бестлайн-Якоб-Абшаген и присоединился к движению сопротивления. Он участвовал в борьбе за солидарность с иностранными рабочими, привезенными на принудительные работы в Германию, организовывал саботаж.
Из-за этой деятельности, ставшей известной гестапо, был арестован. 12 января 1944 года суд признал его виновным в «заговоре с целью совершения государственного переворота» и приговорил к высшей мере наказания. Казнь Герберта Битхера была назначена на 22 января 1944 года в тюрьме в Бранденбург-ам-дер-Хавел он покончил с собой в Берлин-Тегель в день вынесения смертного приговора. В честь него назван район в Гамбурге-Харбурге. Художник-концептуалист Гюнтер Демниг установил в этом районе мемориальный камень.